# Yuquan, Chongqing
Yuquan (kinesiska: 鱼泉) är en köping i sydvästra Kina. Den ligger i Yunyang härad i storstadsområdet Chongqing, omkring 290 kilometer nordost om det centrala stadsdistriktet Yuzhong. Antalet invånare är 13 502. Befolkningen består av 6 771 kvinnor och 6 731 män. Barn under 15 år utgör 24,0 %, vuxna 15-64 år 59 %, och äldre över 65 år 16,0 %.